# آندریا لوساردی
آندریا لوساردی (انگلیسی: Andrea Lussardi؛ زادهٔ ۲۰ ژانویهٔ ۱۹۹۲) بازیکن فوتبال اهل ایتالیا است.
از باشگاه‌هایی که در آن بازی کرده‌است می‌توان به باشگاه فوتبال رجینا، باشگاه فوتبال اینتر میلان، و باشگاه فوتبال پیاچنزا اشاره کرد.
وی همچنین در تیم‌های ملی فوتبال زیر ۱۸ سال ایتالیا و زیر ۱۹ سال ایتالیا بازی کرده‌است.